# Oliver Bierhoff
Oliver Bierhoff, né le 1er mai 1968 à Karlsruhe dans le Bade-Wurtemberg, est un footballeur international allemand, évoluant au poste d'attaquant des années 1980 à 2000. Il est connu pour avoir remporté l'Euro 1996 et disputé la finale de la Coupe du monde 2002. 
Particulièrement doué dans le jeu de tête, il a joué pendant pratiquement toute sa carrière hors de l'Allemagne, notamment en Italie et en particulier avec l'AC Milan, où il devient une vedette à la fin des années 1990. De 2004 à fin 2017, il a été manager de l'équipe nationale allemande. Il est directeur général de l'équipe nationale allemande du 1er janvier 2018 au 5 décembre 2022.

## Biographie

### Débuts ratés en Allemagne
Oliver Bierhoff est le fils de Rolf, ancien gardien de but amateur, dirigeant d'une puissante entreprise d'énergie électrique. Petit, Oliver est un buteur patenté du Schwarz-Weiss Essen. Il quitte ce club pour signer en tant que professionnel au Bayer Uerdingen. Il y joue deux saisons avant de passer au Hambourg SV puis au Borussia Mönchengladbach.

### Réveil avec Salzbourg puis Ascoli (1990-1995)
Bierhoff quitte son pays natal en 1990 pour chercher la notoriété et la reconnaissance de son talent qui le fuit pour l'instant. Une saison réussie à Salzbourg (23 buts, deuxième meilleur buteur du championnat derrière Vaclav Danek) attire l'attention du prestigieux Inter Milan. qui fait signer l'Allemand en juin 1991. Néanmoins les dirigeants Nerazzurri lui font comprendre qu'il n'y a pas de place pour lui et le prêtent au Ascoli Calcio 1898. Pour sa première saison en Italie, Bierhoff ne peut empêcher la descente en Serie B. L'année suivante, il décroche le titre de meilleur buteur de D2, mais déjà les nuages s'amoncellent. Les supporters le huent dès que possible. Les dirigeants veulent l'évincer mais Oliver dit qu'il honorera son contrat et se présente d'office à l'entraînement. Quand arrive l'heure du choix, l'Inter lui fait savoir que l'horizon est définitivement bouché et qu'on lui préfère Darko Pančev.

### Envol à l'Udinese (1995-1998)
Son salut vient d'Udine, qui l'engage à l'été 1995. Oliver débarque dans une ville qui lui est chère, sa mère et sa grand-mère y étant nées. Bierhoff devient un véritable « Panzer des surfaces » dont les buts conduisent l'Udinese Calcio vers une qualification en Coupe UEFA 1995-1996 et vers les sommets de la Serie A. Début février 1998, il s'installe en tête du classement des buteurs avec notamment un triplé, cinq doublés ou encore un but décisif dans les dernières secondes du match face à l'Inter Milan, imposant sa première défaite en championnat à son ancien bourreau. Il déclare alors : « à l'Udinese, j'ai pris une nouvelle dimension. J'ai enfin pu travailler sereinement, dans une saine ambiance et exprimer pleinement mes qualités. Je dois beaucoup à ce club ». En 1997-1998, il est le meilleur buteur du Calcio, avec 27 réalisations.

### Confirmation au Milan AC (1998-2001)
Il remporte cette compétition en 1999 avec le Milan AC. Il jouera pour le club lombard de 1998 à 2001. 

### Fin difficile à Monaco puis Vérone (2001-2003)
La fin de sa carrière est plus difficile. Peu utilisé au Milan AC, il rejoint l'AS Monaco où il dispute une saison sans relief. Malgré cela, il est retenu dans l'effectif pour la Coupe du monde 2002. Contre toute attente, la Mannschaft arrive à se hisser en finale. Lors de celle-ci, Bierhoff entre en jeu à la 74e minute pour tenter de rééditer l'exploit de 1996. Cela ne changera pas le cours du match et l'Allemagne sera battue 2 à 0.
En 2002-2003, il joue une dernière saison au Chievo Vérone avant de prendre sa retraite. Pour son dernier match en Série A, il est l'auteur sous les couleurs du Chievo Vérone d'un triplé contre la Juventus Turin.

### En équipe nationale (1996-2002)
Après son arrivée à l'Udinese Calcio et une efficacité prouvée devant le but, l'équipe nationale lui ouvre ses portes le 21 février 1996 pour un déplacement au Portugal (victoire 2-1). Un mois plus tard, pour sa deuxième sélection, il inscrit les deux buts de la victoire face au Danemark. Séduit, Berti Vogts le retient dans l'effectif pour l'Euro 1996. À 28 ans, il n'est que remplaçant mais acquiert un autre statut après la finale contre la République tchèque. Alors que l'Allemagne est menée 1 à 0, Bierhoff entre à vingt minutes du terme. Il égalise 240 secondes plus tard puis, en prolongations, inscrit un historique but en or qui offre à l'Allemagne son troisième titre européen.
À la suite de la compétition, à défaut d'une place de titulaire, Bierhoff doit se contenter de devenir le « joker de luxe ». Ainsi, lors des éliminatoires de la Coupe du monde 1998 (6 buts pour lui), il permet aux siens de se tirer d'un mauvais pas face à l'Albanie et l'Ukraine, mais surtout en Irlande du Nord où il inscrit trois buts après être rentré à la 69e minute alors que son équipe est menée 1-0. Il déclare alors : « j'ai mis près de dix ans à convaincre mon pays, mais je suis fier d'y être parvenu ».
Il participe aux grandes compétitions internationales comme la Coupe du monde 1998 ou l'Euro 2000. Il sera même capitaine de la Mannschaft. Il participe à la Coupe du monde 2002 s'illustrant par un but contre l'Arabie saoudite, compétition dans laquelle l'Allemagne finit deuxième. 
Il inscrit 37 buts lors de ses 70 sélections et fait partie du groupe qui s'incline devant le Brésil (0-2) en finale de la Coupe du monde 2002. Ce sera sa dernière sélection.

### Reconversion (depuis 2003)
Oliver Bierhoff rejoint la Fédération allemande en août 2004 en tant que manager de l'équipe d'Allemagne. À partir du 1er janvier 2018, Oliver Bierhoff est directeur général de la Fédération allemande de football (Direktor Nationalmannschaften und Akademie). Le 5 décembre 2022, quelques jours après l'élimination de l'Allemagne durant la phase de poules de la Coupe du monde 2022, Bierhoff quitte son poste. Il est remplacé par Andreas Rettig (de) à partir de septembre 2023.

## Style de jeu: attaquant complet
Si Oliver Bierhoff est efficace des deux pieds, il sait aussi marquer de la tête. Il possède une détente verticale importante, malgré son mètre quatre-vingt-onze, qui le fait s'élever au-dessus de la barre transversale. En mars 1998, sur ses treize buts inscrits en dix-neuf sélections (un toutes les 59 minutes), 46% sont inscrits de la tête. Il déclare alors : « le jeu de tête est effectivement mon point fort. Et cela tient à plusieurs paramètres. D'abord mon volume physique et ma structure musculaire, mais également l'expérience acquise au fil des saisons, qui m'a aidé à améliorer mon timing, à devenir plus malin et à mieux sentir les coups. Enfin, (...) un but de la tête est souvent le fruit d'un bon centre. C'est pourquoi je demande à mes partenaires de centrer le plus vite possible et de façon tendue, pour pouvoir couper la trajectoire du ballon en pleine course ».

## Statistiques

### Détaillées par saison
| Saison                | Club                  | Championnat           | Championnat | Championnat | Coupe nationale | Coupe nationale | Coupe de la Ligue | Coupe de la Ligue | Supercoupe | Supercoupe | Compétition(s) continentale(s) | Compétition(s) continentale(s) | Compétition(s) continentale(s) | Allemagne | Allemagne | Total | Total |
| Saison                | Club                  | Division              | M.          | B.          | M.              | B.              | M.                | B.                | M.         | B.         | Comp.                          | M.                             | B.                             | M.        | B.        | M.    | B.    |
| 1986-1987             | Bayer Uerdingen       | Bundesliga            | 19          | 3           | 4               | 4               | -                 | -                 | -          | -          | C3                             | 4                              | 2                              | -         | -         | 27    | 9     |
| 1987-1988             | Bayer Uerdingen       | Bundesliga            | 12          | 1           | 1               | 0               | -                 | -                 | -          | -          | -                              | -                              | -                              | -         | -         | 13    | 1     |
| Sous-total            | Sous-total            | Sous-total            | 31          | 4           | 5               | 4               | -                 | -                 | -          | -          | -                              | 4                              | 2                              | -         | -         | 40    | 10    |
| 1988-1989             | Hambourg SV           | Bundesliga            | 24          | 6           | 3               | 1               | -                 | -                 | -          | -          | -                              | -                              | -                              | -         | -         | 27    | 7     |
| 1989-1990             | Hambourg SV           | Bundesliga            | 10          | 0           | 1               | 0               | -                 | -                 | -          | -          | -                              | -                              | -                              | -         | -         | 11    | 0     |
| Sous-total            | Sous-total            | Sous-total            | 34          | 6           | 4               | 1               | -                 | -                 | -          | -          | -                              | -                              | -                              | -         | -         | 38    | 7     |
| 1990                  | Mönchengladbach       | Bundesliga            | 8           | 0           | -               | -               | -                 | -                 | -          | -          | -                              | -                              | -                              | -         | -         | 8     | 0     |
| Sous-total            | Sous-total            | Sous-total            | 8           | 0           | -               | -               | -                 | -                 | -          | -          | -                              | -                              | -                              | -         | -         | 8     | 0     |
| 1990-1991             | Salzbourg             | Bundesliga            | 32          | 23          | 3               | 2               | -                 | -                 | -          | -          | -                              | -                              | -                              | -         | -         | 35    | 25    |
| Sous-total            | Sous-total            | Sous-total            | 32          | 23          | 3               | 2               | -                 | -                 | -          | -          | -                              | -                              | -                              | -         | -         | 35    | 25    |
| 1991-1992             | Ascoli                | Serie A               | 17          | 2           | -               | -               | -                 | -                 | -          | -          | -                              | -                              | -                              | -         | -         | 17    | 2     |
| 1992-1993             | Ascoli                | Serie B               | 35          | 20          | 2               | 1               | -                 | -                 | -          | -          | -                              | -                              | -                              | -         | -         | 37    | 21    |
| 1993-1994             | Ascoli                | Serie B               | 32          | 17          | 1               | 0               | -                 | -                 | -          | -          | -                              | -                              | -                              | -         | -         | 33    | 17    |
| 1994-1995             | Ascoli                | Serie B               | 33          | 9           | -               | -               | -                 | -                 | -          | -          | -                              | -                              | -                              | -         | -         | 33    | 9     |
| Sous-total            | Sous-total            | Sous-total            | 117         | 48          | 3               | 1               | -                 | -                 | -          | -          | -                              | -                              | -                              | -         | -         | 120   | 49    |
| 1995-1996             | Udinese Calcio        | Serie A               | 31          | 17          | 2               | 1               | -                 | -                 | -          | -          | -                              | -                              | -                              | 8         | 5         | 41    | 23    |
| 1996-1997             | Udinese Calcio        | Serie A               | 23          | 13          | 1               | 0               | -                 | -                 | -          | -          | -                              | -                              | -                              | 6         | 2         | 30    | 15    |
| 1997-1998             | Udinese Calcio        | Serie A               | 32          | 27          | 3               | 2               | -                 | -                 | -          | -          | C3                             | 4                              | 2                              | 16        | 13        | 55    | 44    |
| Sous-total            | Sous-total            | Sous-total            | 86          | 57          | 6               | 3               | -                 | -                 | -          | -          | -                              | 4                              | 2                              | 30        | 20        | 126   | 82    |
| 1998-1999             | Milan AC              | Serie A               | 34          | 19          | 3               | 2               | -                 | -                 | -          | -          | -                              | -                              | -                              | 11        | 4         | 48    | 25    |
| 1999-2000             | Milan AC              | Serie A               | 30          | 11          | 3               | 1               | -                 | -                 | 1          | 0          | C1                             | 6                              | 2                              | 10        | 6         | 50    | 20    |
| 2000-2001             | Milan AC              | Serie A               | 27          | 6           | 5               | 1               | -                 | -                 | -          | -          | C1                             | 10                             | 2                              | 6         | 0         | 48    | 9     |
| 2001                  | Milan AC              | Serie A               | -           | -           | -               | -               | -                 | -                 | -          | -          | -                              | -                              | -                              | 1         | 1         | 1     | 1     |
| Sous-total            | Sous-total            | Sous-total            | 91          | 36          | 11              | 4               | -                 | -                 | 1          | 0          | -                              | 16                             | 4                              | 28        | 11        | 147   | 55    |
| 2001-2002             | AS Monaco             | Division 1            | 18          | 4           | 4               | 1               | 3                 | 2                 | -          | -          | -                              | -                              | -                              | 13        | 6         | 38    | 13    |
| 2002-2003             | Chievo Verone         | Serie A               | 26          | 7           | 2               | 0               | -                 | -                 | -          | -          | C3                             | 2                              | 0                              | -         | -         | 30    | 7     |
| Total sur la carrière | Total sur la carrière | Total sur la carrière | 443         | 185         | 38              | 16              | 3                 | 2                 | 1          | 0          | -                              | 26                             | 8                              | 70        | 37        | 581   | 248   |

### Buts en sélection
| Buts en sélection de Oliver Bierhoff | Buts en sélection de Oliver Bierhoff | Buts en sélection de Oliver Bierhoff | Buts en sélection de Oliver Bierhoff | Buts en sélection de Oliver Bierhoff | Buts en sélection de Oliver Bierhoff | Buts en sélection de Oliver Bierhoff    |
| #                                    | Date                                 | Lieu                                 | Adversaire                           | Score                                | Résultats                            | Compétitions                            |
| ------------------------------------ | ------------------------------------ | ------------------------------------ | ------------------------------------ | ------------------------------------ | ------------------------------------ | --------------------------------------- |
| 1                                    | 27 mars 1996                         | Stade olympique, Munich              | Danemark                             | 1-0                                  | 2-0                                  | Match amical                            |
| 2                                    | 27 mars 1996                         | Stade olympique, Munich              | Danemark                             | 2-0                                  | 2-0                                  | Match amical                            |
| 3                                    | 4 juin 1996                          | Carl-Benz-Stadion, Mannheim          | Liechtenstein                        | 3-0                                  | 3-1                                  | Match amical                            |
| 4                                    | 30 juin 1996                         | Wembley Stadium, Londres             | Tchéquie                             | 1-1                                  | 2-1                                  | Euro 1996                               |
| 5                                    | 30 juin 1996                         | Wembley Stadium, Londres             | Tchéquie                             | 2-1                                  | 2-1                                  | Euro 1996                               |
| 6                                    | 4 septembre 1996                     | Ernest Pohl Stadium, Zabrze          | Pologne                              | 1-0                                  | 2-0                                  | Match amical                            |
| 7                                    | 30 avril 1997                        | Weserstadion, Brême                  | Ukraine                              | 1-0                                  | 2-0                                  | Éliminatoires de la coupe du monde 1998 |
| 8                                    | 20 août 1997                         | Windsor Park, Belfast                | Irlande du Nord                      | 1-1                                  | 3-1                                  | Éliminatoires de la coupe du monde 1998 |
| 9                                    | 20 août 1997                         | Windsor Park, Belfast                | Irlande du Nord                      | 2-1                                  | 3-1                                  | Éliminatoires de la coupe du monde 1998 |
| 10                                   | 20 août 1997                         | Windsor Park, Belfast                | Irlande du Nord                      | 3-1                                  | 3-1                                  | Éliminatoires de la coupe du monde 1998 |
| 11                                   | 11 octobre 1997                      | AWD-Arena, Hanovre                   | Albanie                              | 2-1                                  | 4-3                                  | Éliminatoires de la coupe du monde 1998 |
| 12                                   | 11 octobre 1997                      | AWD-Arena, Hanovre                   | Albanie                              | 4-3                                  | 4-3                                  | Éliminatoires de la coupe du monde 1998 |
| 13                                   | 15 novembre 1997                     | Rheinstadion, Düsseldorf             | Afrique du Sud                       | 2-0                                  | 3-0                                  | Match amical                            |
| 14                                   | 30 mai 1998                          | Waldstadion, Francfort-sur-le-Main   | Colombie                             | 1-0                                  | 3-1                                  | Match amical                            |
| 15                                   | 30 mai 1998                          | Waldstadion, Francfort-sur-le-Main   | Colombie                             | 2-0                                  | 3-1                                  | Match amical                            |
| 16                                   | 5 juin 1998                          | Carl-Benz-Stadion, Mannheim          | Luxembourg                           | 5-0                                  | 7-0                                  | Match amical                            |
| 17                                   | 5 juin 1998                          | Carl-Benz-Stadion, Mannheim          | Luxembourg                           | 6-0                                  | 7-0                                  | Match amical                            |
| 18                                   | 21 juin 1998                         | Stade Félix-Bollaert, Lens           | RF Yougoslavie                       | 2-2                                  | 2-2                                  | Coupe du monde 1998                     |
| 19                                   | 25 juin 1998                         | Stade de la Mosson, Montpellier      | Iran                                 | 1-0                                  | 2-0                                  | Coupe du monde 1998                     |
| 20                                   | 29 juin 1998                         | Stade de la Mosson, Montpellier      | Mexique                              | 2-1                                  | 2-1                                  | Coupe du monde 1998                     |
| 21                                   | 14 octobre 1998                      | Chișinău, Moldavie                   | Moldavie                             | 3-1                                  | 3-1                                  | Éliminatoires Euro 2000                 |
| 22                                   | 4 juin 1999                          | BayArena, Leverkusen                 | Moldavie                             | 1-0                                  | 6-1                                  | Éliminatoires Euro 2000                 |
| 23                                   | 4 juin 1999                          | BayArena, Leverkusen                 | Moldavie                             | 4-0                                  | 6-1                                  | Éliminatoires Euro 2000                 |
| 24                                   | 4 juin 1999                          | BayArena, Leverkusen                 | Moldavie                             | 6-1                                  | 6-1                                  | Éliminatoires Euro 2000                 |
| 25                                   | 4 septembre 1999                     | Stade olympique d'Helsinki, Helsinki | Finlande                             | 1-0                                  | 2-1                                  | Éliminatoires Euro 2000                 |
| 26                                   | 4 septembre 1999                     | Stade olympique d'Helsinki, Helsinki | Finlande                             | 2-1                                  | 2-1                                  | Éliminatoires Euro 2000                 |
| 27                                   | 8 septembre 1999                     | Westfalenstadion, Dortmund           | Irlande du Nord                      | 1-0                                  | 4-0                                  | Éliminatoires Euro 2000                 |
| 28                                   | 3 juin 2000                          | Frankenstadion, Nuremberg            | Tchéquie                             | 2-1                                  | 3-2                                  | Match amical                            |
| 29                                   | 3 juin 2000                          | Frankenstadion, Nuremberg            | Tchéquie                             | 3-2                                  | 3-2                                  | Match amical                            |
| 30                                   | 7 juin 2000                          | Mage Solar Stadion, Fribourg         | Liechtenstein                        | 1-0                                  | 8-2                                  | Match amical                            |
| 31                                   | 15 août 2001                         | Stade Ferenc Puskás, Budapest        | Hongrie                              | 5-2                                  | 5-2                                  | Match amical                            |
| 32                                   | 13 février 2002                      | Fritz-Walter-Stadion, Kaiserslautern | Israël                               | 5-1                                  | 7-1                                  | Match amical                            |
| 33                                   | 27 mars 2002                         | DKB Arena, Rostock                   | États-Unis                           | 3-1                                  | 4-2                                  | Match amical                            |
| 34                                   | 9 mai 2002                           | Mage Solar Stadion, Fribourg         | Koweït                               | 2-0                                  | 7-0                                  | Match amical                            |
| 35                                   | 9 mai 2002                           | Mage Solar Stadion, Fribourg         | Koweït                               | 4-0                                  | 7-0                                  | Match amical                            |
| 36                                   | 9 mai 2002                           | Mage Solar Stadion, Fribourg         | Koweït                               | 6-0                                  | 7-0                                  | Match amical                            |
| 37                                   | 1er juin 2002                        | Sapporo Dome, Sapporo                | Arabie saoudite                      | 7-0                                  | 8-0                                  | Coupe du monde 2002                     |

## Palmarès

### En club
- AC Milan (1) :
  - Champion de Serie A en 1999.

### En sélection
- Allemagne (1) :
  - Vainqueur du Championnat d'Europe des Nations en 1996.
  - Finaliste de la Coupe du monde en 2002.

### Distinctions individuelles
- Élu footballeur allemand de l'année en 1998
- Meilleur buteur de Serie A en 1998 (27 buts)
- Meilleur buteur de Serie B en 1993 (20 buts)
- 2e meilleur buteur de Bundesliga en 1991 (23 buts)